# Michel Grangier
Michel Grangier (ur. 2 kwietnia 1948) – francuski zapaśnik walczący w obu stylach. Dwukrotny olimpijczyk. Odpadł w eliminacjach w Monachium 1972 w stylu wolnym i Montrealu 1976, w obu stylach. Walczył w kategorii do 90 kg.
Szósty na mistrzostwach Europy w 1974 i 1976. Zdobył dwa medale na igrzyskach śródziemnomorskich w 1975 roku.
Mistrz Francji w 1980 roku.